# Семуел Яскілка
Семуе́л Я́скілка (англ. Samuel Jaskilka; нар. 15 грудня 1919 — пом. 15 січня 2012) — американський військовий діяч, генерал корпусу морської піхоти США, заступник коменданта Корпусу морської піхоти США (1975–1979).

## Біографія
Семуел Яскілка народився 1919 р. у місті Енсонія, штат Коннектикут у родині американців українського походження.
У травні 1942 р. закінчив університет штату Коннектикут, отримавши ступінь бакалавра наук в галузі управління підприємницькою діяльністю.
26 вересня 1942 Яскілка направлений в званні другого лейтенанта у Корпус морський піхоти США (запас), і отримав призначення на дійсну службу. Навчався у школі офіцерів запасу морської піхоти у Куантіко, штат Вірджинія, яку закінчив у 1942 році. У 1943 році закінчив навчання у морській школі у Портсмуті, штат Вірджинія. Направлений на дійсну службу у морській піхоті в березні 1943 року.

### Друга світова війна
Під час Другої світової війни, Яскілка служив на борту корабля «Прінстон» (CVL-23) і брав участь у битві за Тараву, операціях на островах Гілберта, Маршаллових островах, у рейдах на Палау, Яп, Уліті, Волей, у Маріанській операції, операції Західних Каролінських островів, та битві у затоці Лейті. Він отримав звання першого лейтенанта 22 червня 1943.
Після повернення в США, він був призначений на посаду інструктора штабної роти, батальйону військових лідерів бази Кемп-Пендлтон у Каліфорнії де служив до серпня 1945 року. Він отримав звання капітана в січні 1945.

### Міжвоєнні роки
З вересня 1945 до травня 1947 року капітан Яскілка відбував службу рекрутування у Манчестері, штат Нью-Гемпшир та у Філадельфії, штат Пенсільванія. У січні 1948 р., він завершив школу морського десанту у Куантіко та став командиром загону морській піхоти у Порт-Ліотей (зараз Кентіра), французьке Марокко.

### Корейська війна
У вересні 1949 року Яскілка був призначений до першої дивізії морської піхоти США, де послідовно служить заступником командира батальйону і командиром роти E, 2-го батальйону п'ятого полку морської піхоти. Він вів першу хвилю десанту морських піхотинців на «Червоний берег» 15 вересня 1950 р., під час десанту у Інчхон. За героїзм у бойових діях в Кореї, він отримав дві Срібні Зірки та Бронзову зірку з «V» за хоробрість. Він отримав звання майора у січні 1951.

### Після Корейської війни
Яскілка повернувся до США в лютому 1952 року і служив у штабі морської піхоти. У липні 1954 року він був переведений до бази Кемп-Пендлтон, для служби як оперативний офіцер. Він отримав звання підполковника в грудні 1955.
Після завершення старшого курсу школи морського десантну в червні 1957, Яскілка прослужив три роки помічником офіцера операцій та планування (G-3) Флотських сил морської піхоти Тихого океану. Він повернувся до Куантіко в липні 1960 року і служив інструктором старшого курсу.
В липні 1963 року Яскілка прибув до 3-ї дивізії морської піхоти, та став заступником командиру 3-го полку, а пізніше, помічником начальника штабу експедиційної бригади СЕАТО. Після свого повернення до Сполучених Штатів, він працював у Об'єднаному комітеті начальників штабів. Він був підвищений до полковника у липні 1964 року.
У серпні 1966 року він був переведений до штабу морської піхоти. Він був підвищений до бригадного генерала, 18 жовтня 1968.

### В'єтнамська війна
Прибувши до Південного В'єтнаму в лютому 1969, Яскілка служив помічником командира першої дивізії морської піхоти, а також командував оперативною групою «Янкі». У серпні 1969 року він  служив як офіцер операцій (J-3) у командуванні військової підтримки, В'єтнам (MACV). Він був нагороджений медаллю «За видатну службу ВМС» за службу у В'єтнамі.

### 1970-ті роки; помічник командувача
Генерал Яскілка повернувся в США в серпні 1970 року, та став директором коледжу командування та штабу у Куантико, а потім заступником директора з розвитку Центра розвитку.
Після підвищення до генерал-майора у серпні 1972 р. він став помічником начальника штабу (G-1) морської піхоти. Він працював на цій посаді до переводу в липні 1973 року у Кемп-Лежун, де він служив командиром Другої дивізії морської піхоти. Він був підвищений до чину генерал-лейтенанта 2 січня 1974 року і був призначений на посаду заступника начальника штабу з трудових ресурсів в штаб-квартирі морської піхоти.
Він залишався на цьому посту до 1 липня 1975 року, коли він був призначений помічником командувача морського корпусу. Працюючи в цій якості, генерал Яскілка отримав звання чотиризіркового генерала 4 березня 1976. Він пішов у відставку 30 червня 1978 після тридцяти шести років служби.